# Stanislao Lista

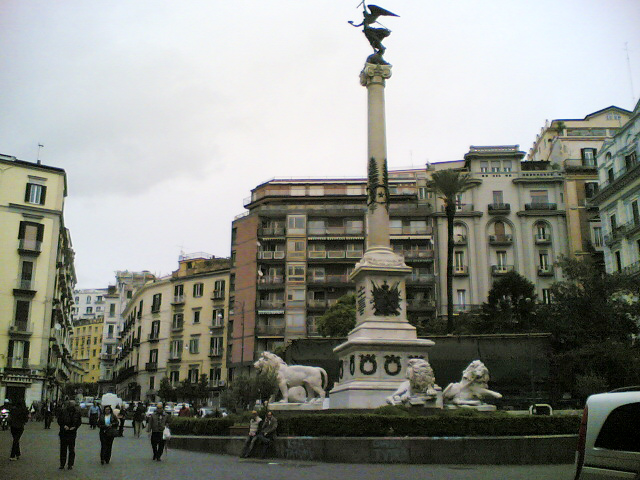
Il monumento di Piazza dei Martiri. Il leone trafitto, a destra, è opera di Stanislao Lista

Stanislao Lista (Salerno, 8 dicembre 1824 – Napoli, 12 febbraio 1908) è stato uno scultore italiano attivo a Napoli.

## Biografia
Figlio dell'ingegner Giuseppe, Stanislao Lista studiò architettura e prospettiva con suo padre e belle arti presso il bolognese Giovanni Tamburini che, dopo due anni di studi a Salerno, lo incoraggiò a trasferirsi a Napoli, dove Lista si recò nel 1844 a seguire lezioni di pittura con Gaetano Forte e di scultura con Gennaro Calì, prima di iscriversi all'Accademia di belle arti di Napoli.
Fu docente all'Accademia di Belle Arti di Napoli dove fu maestro di artisti come Vincenzo Gemito, Giovanni De Martino, Raffaele Armando Califano Mundo, Francesco Jerace, Ettore Ximenes, Cesareo Natale, Costantino Barbella, Antonio Mancini, Luigi De Luca ed Elviro Raimondi.
Si dedicò anche alla docenza per i meno agiati nelle scuole operaie, nel Collegio della Carità e alle scuole di disegno serali per operai a cura del Municipio.

## Opere
Tra le sue opere vi è uno dei quattro leoni in marmo di piazza dei Martiri, a Napoli.
Il leone, trafitto da una spada, è dedicato ai caduti carbonari del 1820.

Per la facciata del Duomo di Napoli ha scolpito gli Angeli con i simboli di San Gennaro, che si trovano nel torrione di destra.

Nel vestibolo del Teatro San Carlo è la sua grande statua di Giovanni Paisiello.
Le sue opere, conservate presso la Galleria dell'Accademia di Belle Arti di Napoli, sonoː L'asmatico, olio su tela, 42x53,4 cm, donato dalla famiglia Lista nel 1920; Studio di nudo, pastello nero, 355x56 cm, 1844, saggio di scuola, dono 1925; Studio si nudo, pastello nero, 37,4x55,8 cm, firmato, dono 1925; Studio dal nudo, pastello nero, 41,2x53, 1889, firmato e datato, dono 1925; Il figliuol prodigo, disegno su cartone, 140x228, per il Concorso all'insegnamento nell'Istituto di Belle Arti, dono 1925.
Un suo ritratto di padre Cappelloni (1859) si trova a Napoli, nella chiesa del Gesù Nuovo.
A Roma produsse il bassorilievo della Cena eucaristica , ordinatogli dalla Casa reale borbonica, per la facciata di una chiesa a Gaeta e oggi andato perduto, e il gruppo scultoreo La guarigione del cieco nato, opere per le quali ricevette una medaglia d'oro alla mostra Borbonica del 1859.
Nel 1860 in dieci giorni modellò in stucco una scultura del generale La Marmora, per celebrare l'ingresso di Vittorio Emanuele II a Napoli.
Nel 1869 realizzò la scultura lignea dell'angelo reggicortina, per la culla del Principe di Napoli e un busto del padre in stile impressionista, mostrato alla Promotrice di Napoli e alla mostra di Parma del 1871, poi in mostre internazionali, a Parigi e a Roma. 

Nel 1877 presentò all'Esposizione nazionale a Napoli una Immacolata Concezione in legno e disegnò un monumento a Lord Byron.
Nel 1878 pubblicò la raccolta Intorno all'arte del disegno - pensieri.

## Dediche
A Roma vi è via Stanislao Lista, dedicata allo scultore, in località Macchia Palocco. A Salerno sua città natale vi è via Stanislao Lista.